# Ce pauvre chéri
Pour plus de détails, voir Fiche technique et Distribution.
Ce pauvre chéri est un film français réalisé par Jean Kemm, sorti en 1923.

## Fiche technique
- Titre : Ce pauvre chéri
- Réalisation : Jean Kemm
- Photographie : Raoul Aubourdier
- Société de production : Pathé Consortium Cinéma
- Pays de production :  France
- Langue : Français
- Genre : Comédie
- Format : Noir et blanc - muet
- Durée : 71 minutes (2240 mètres)
- Date de sortie : 
  - France : 14 septembre 1923

## Distribution
- Jacques de Féraudy : Jean de Courlange (« Ce pauvre chéri »)
- Jeanne Grumbach : la Marquise de Courlange
- Marguerite Madys : Marcelle Arbannes
- Paulette Dorisse
- Clairette de Savoye